# Glory of Chaos
Glory of Chaos è un album della band heavy metal statunitense Helstar pubblicato nel 2010 da AFM Records.

Il disco presenta sonorità più violente rispetto ai precedenti del gruppo Texano che, in questo caso, si avvale di ritmiche Thrash metal e di un cantato particolarmente abrasivo.

L'album in CD include due bonus track, entrambe cover di band storiche quali Saxon e Scorpions.

## Tracce
1. Angels Fall to Hell  — 5:01
2. Pandemonium — 4:24
3. Monarch of Bloodshed — 5:14
4. Bone Crusher — 5:04
5. Summer of Hate — 5:48
6. Dethtrap  — 3:54
7. Anger — 3:53
8. Trinity of Heresy — 4:40
9. Alma Negra — 5:41
10. Zero One — 0:56
11. Heavy Metal Thunder — 5:25 (Saxon cover) (Bonus track)
12. Animal Magnetism — 6:01 (Scorpions cover) (Bonus track)

## Formazione
- James Rivera – voce
- Larry Barragan – chitarra
- Rob Trevino – chitarra
- Jerry Abarca – basso
- Mikey Lewis – batteria